# Liste der Kulturdenkmäler in Marburg Gesamtanlage 6: Bahnhofstraße/Klinikviertel
Die folgende Liste enthält die in der Denkmaltopographie ausgewiesenen Kulturdenkmäler auf dem Gebiet des Ortsteils Bahnhofstraße/Klinikviertel der  Stadt Marburg, Landkreis Marburg-Biedenkopf, Hessen.
Hinweis: Die Reihenfolge der Denkmäler in dieser Liste orientiert sich an der Anschrift, alternativ ist sie auch nach der Bezeichnung oder der Bauzeit sortierbar.
Kulturdenkmäler werden fortlaufend im Denkmalverzeichnis des Landes Hessen durch das Landesamt für Denkmalpflege Hessen auf Basis des Hessischen Denkmalschutzgesetzes (HDSchG) geführt. Die Schutzwürdigkeit eines Kulturdenkmals hängt nicht von der Eintragung in das Denkmalverzeichnis des Landes Hessen oder der Veröffentlichung in der Denkmaltopographie ab.

Diese Liste ist Teil der Liste der Kulturdenkmäler in Marburg.

## Gesamtanlage 6: Bahnhofstraße/Klinikviertel
| Bild                                        | Bezeichnung                                 | Lage | Beschreibung | Bauzeit   | Daten |
| ------------------------------------------- | ------------------------------------------- | --- | ------------ | --------- | ----- |
| Gesamtanlage 6, Bahnhofstraße/Klinikviertel | Gesamtanlage 6, Bahnhofstraße/Klinikviertel | Marburg, Bahnhofstraße, Emil-Mannkopf-Straße, Furthstraße, Lahnstraße, Robert-Koch-Straße, Brücken über Mittelwasser, Mühlgraben, Schwarze Wasser Lage |              |           |       |
| Wohn- und Geschäftsdoppelhaus               | Wohn- und Geschäftsdoppelhaus               | Marburg, Bahnhofstraße 3/5 LageFlur: 5, Flurstück: 10/6, 10/7                                                                                          |              | 1896      |       |
| Bild gesucht BW                             | Wohnhaus                                    | Marburg, Bahnhofstraße 4 LageFlur: 35, Flurstück: 5/4, 200/5                                                                                           |              |           |       |
| Sachgesamtheit Reichspostdirektion          | Sachgesamtheit Reichspostdirektion          | Marburg, Bahnhofstraße 6 LageFlur: 35, Flurstück: 6/3                                                                                                  |              | 1882–84   |       |
| Wohnhaus                                    | Wohnhaus                                    | Marburg, Bahnhofstraße 15 LageFlur: 5, Flurstück: 4/1                                                                                                  |              | 1882      |       |
| Wohnhaus                                    | Wohnhaus                                    | Marburg, Bahnhofstraße 17 LageFlur: 5, Flurstück: 490/2                                                                                                |              | 1890 ca.  |       |
| Wohnhaus                                    | Wohnhaus                                    | Marburg, Bahnhofstraße 19 LageFlur: 5, Flurstück: 82/2                                                                                                 |              | 1887      |       |
| Wohnhaus                                    | Wohnhaus                                    | Marburg, Bahnhofstraße 21 LageFlur: 5, Flurstück: 81/2                                                                                                 |              | 1898      |       |
| Wohnhaus                                    | Wohnhaus                                    | Marburg, Bahnhofstraße 22 LageFlur: 34, Flurstück: 7/4                                                                                                 |              |           |       |
| Brücke über das Schwarze Wasser             | Brücke über das Schwarze Wasser             | Marburg, Bahnhofstraße o.Nr. LageFlur: 35, Flurstück: 26/2                                                                                             |              | 1829      |       |
| Brücke über das Mittelwasser                | Brücke über das Mittelwasser                | Marburg, Bahnhofstraße o. Nr. LageFlur: 35, Flurstück: 26/2                                                                                            |              | 1828      |       |
| Alte Medizinische Poliklinik                | Alte Medizinische Poliklinik                | Marburg, Robert-Koch-Straße 5 LageFlur: 5, Flurstück: 187/2                                                                                            |              | 1902/03   |       |
| Ehem. Pathologie                            | Ehem. Pathologie                            | Marburg, Robert-Koch-Straße 6 LageFlur: 5, Flurstück: 112/3                                                                                            |              | 1889      |       |
| Anatomisches Institut                       | Anatomisches Institut                       | Marburg, Robert-Koch-Straße 8 LageFlur: 5, Flurstück: 129/3, 224/3                                                                                     |              | 1899–1902 |       |